# ویدئوی سکس افراد مشهور

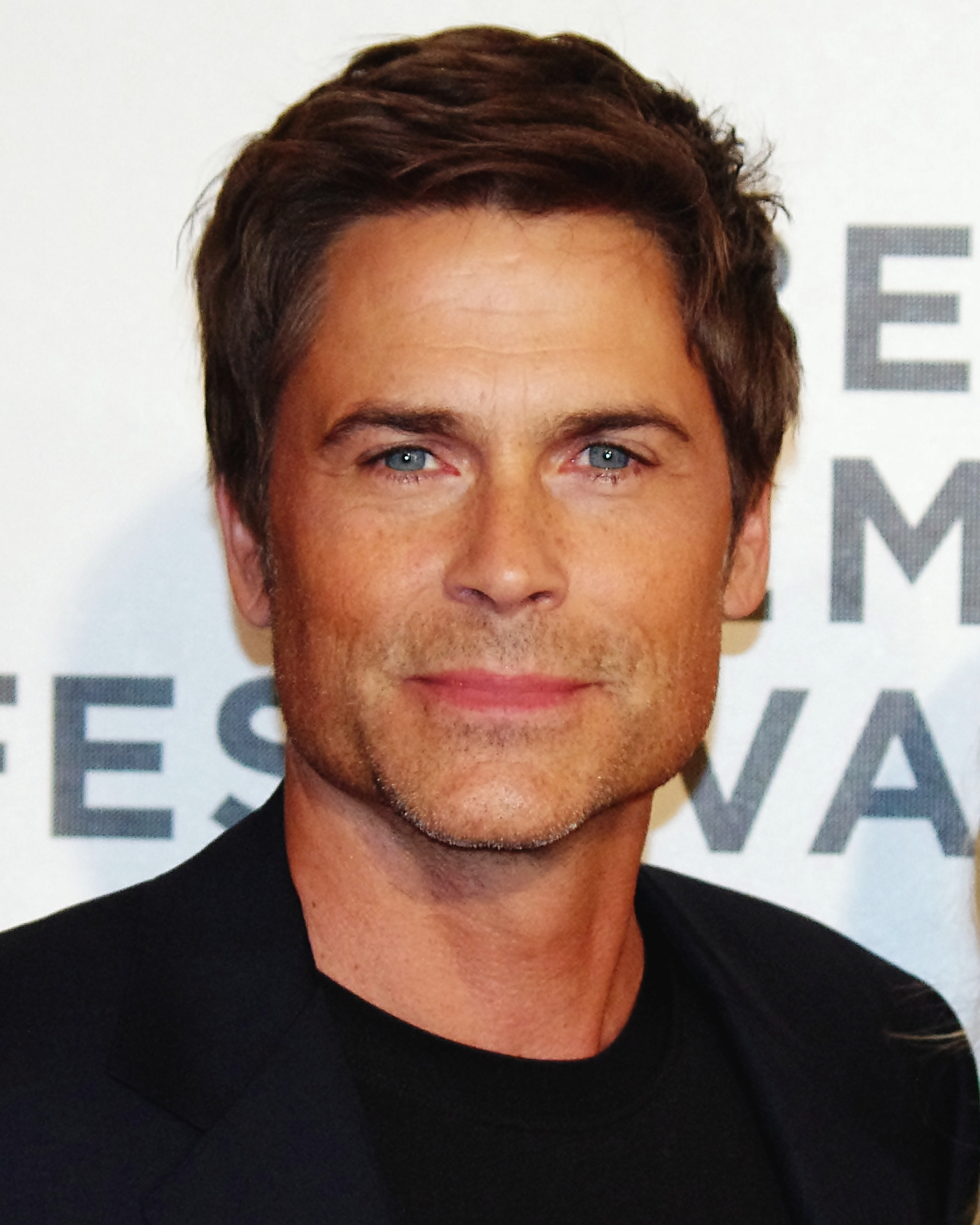
در دهه 1980، ویدیویی از راب لو در رابطه با دو دختر، یکی نوجوان، منتشر شد که برایش جنجال‌برانگیز بود.

ویدئوی سکس یا سکس تیپ (انگلیسی: sex tape) افراد مشهور معمولاً یک ویدئو ضبط شدهٔ پورن آماتور است که در آن یک یا چند شخص مشهور حضور دارند و به‌طور خواسته یا ناخواسته، در دسترس عموم قرار گرفته است. چنین ویدئوهایی معمولاً بدون رضایت افراد منتشر می‌شوند و می‌توانند به حرفه و زندگی اشخاص معروف لطمه بزنند. در سال ۱۹۸۸، یک ویدئو سکس از راب لو، باعث ضربه روحی سنگینی به او و حرفه‌اش شد.
بعضی از افراد مشهور با رضایت خود و به خاطر سود ویدئوی خود را پخش کرده‌اند. از افراد مشهور می‌توان کیم کارداشیان، جین کندی، آشر، کندرا ویلکینسون نام برد.

## فهرست
- فرح آبراهام، ستاره سابق مجموعه مادر نوجوان، در می ۲۰۱۳ یک فیلم پورنوگرافی توسط ویوید اینترتینمنت منتشر کرد که به عنوان یک ویدئو سکس به فروش رسید. ویدئو شامل سکس او همراه با بازیگر پورنوگرافی، جیمز دین بود که بنا بر گزارش‌ها فرح قانوناً آن را به مبلغ ۱٫۵ میلیون دلار آمریکا به ویوید فروخت. آبراهام در دفاع از تصمیم خود برای ساخت ویدئو ادعا کرد که می‌خواسته «با بدن جذابش جشن بگیرد».[۲]
- پاملا اندرسون، در دو ویدئو سکس متفاوت ظاهر شده است.
  - پاملا اندرسون و همسر سابقش تامی لی، در هنگام ماه عسل به صورت آنلاین فیلمشان پخش شد.
  - پاملا اندرسون و برت مایکل (خواننده گروه پویزن) نوار ویدئو سکس خود را به عنوان یک دی‌وی‌دی در تاریخ ۷ سپتامبر ۲۰۰۵ منتشر کردند. این فیلم سال‌های زیادی در اینترنت به گردش درآمده بود.
- دین باورز، خواننده همراه گروه پاپ انگلیسی، انآدر لول، از خودش در هنگام سکس با دوست‌دختر مدل پر زرق و برقش کیتی پرایس فیلم گرفته است که در سال ۱۹۹۹ از آن‌ها به سرقت رفت و به یکی از محبوب‌ترین ویدئو سکس افراد مشهور در بریتانیا تبدیل شد.[۳]
- دانیلا چیکارلی مدل برزیلی و مجری سابق ام‌تی‌وی برزیل که ویدئو سکس او در برنامه تلویزیونی Dolce Vita از شبکه اسپانیایی تیلیسینکو پخش شد. این ویدئو نشان می‌داد چیکارلی در ساحلی در اسپانیا در حال نوازش آلت دوست‌پسر خود، کارمند مریل لینچ، رناتو «تیتو» مالزونی است و بعداً در آب با او شروع به سکس می‌کند.
- فرد درست خواننده گروه لیمپ بیزکت، ویدئو سکس او و یک زن ناشناس توسط تعمیرکار رایانه وی بر روی اینترنت لو رفت.[۴] او بعداً از وب‌سایت گاوکر و ۹ وب‌سایت دیگر به دلیل انتشار ویدئو در ازای ۷۰ میلیون دلار پول شکایت کرد.

### A
Farrah Abraham – ستاره سابق Teen Mom، فیلمی با بازیگر پورن جیمز دین ساخت و به قیمت 1.5 میلیون دلار به Vivid فروخت.
Pamela Anderson – دو سکس تیپ داشت: یکی با همسرش Tommy Lee از ماه‌عسلشان و دیگری با Bret Michaels، هر دو بعدها در اینترنت منتشر شدند.

### B
Joe Barton – نماینده کنگره آمریکا، در سال 2017 عکس‌ها و ویدیوی برهنه‌اش منتشر شد.
Chuck Berry – موسیقیدانی که ویدیوهایی از روابط جنسی و رفتارهای جنجالی‌اش با زنان فاش شد.

### C
Chyna – کشتی‌گیر زن، چند فیلم پورنو منتشر کرد که یکی از آنها مربوط به شخصیت She-Hulk بود.
Chu Mei-feng – سیاستمدار تایوانی، قربانی فیلم‌برداری مخفیانه شد؛ ویدیو به‌سرعت پخش شد.
Chua Soi Lek – وزیر بهداشت مالزی که پس از انتشار ویدیوی جنسی، استعفا داد.

### D
Daniella Cicarelli – مجری برزیلی که ویدیوی رابطه‌اش در ساحل با دوست‌پسرش منتشر شد.
Tulisa Contostavlos – خواننده بریتانیایی که در زمان داوری X Factor، ویدیوی رابطه‌اش لو رفت.
Fred Durst – خواننده Limp Bizkit، قربانی افشای فیلمی خصوصی شد که از کامپیوترش به بیرون درز کرده بود.
Artem Dzyuba – فوتبالیست روس، پس از افشای ویدیو، مدتی از تیم ملی کنار گذاشته شد.

### E
David Ellefson – نوازنده Megadeth، پس از انتشار ویدیوهای خصوصی‌اش، از گروه اخراج شد.
Tami Erin – بازیگر کودک سابق، ویدیوی جنسی خود را در سال 2013 برای جلوگیری از افشاگری، شخصاً منتشر کرد.

### F
Jose Figueroa Agosto – قاچاقچی مواد مخدر پورتوریکویی که یک سکس تیپ از او در دسترس عموم قرار گرفت.
Amy Fisher – با لقب Long Island Lolita، پس از یک پرونده جنایی، ویدیوی جنسی‌اش را به بازار عرضه کرد.

### H
Katrina Halili – بازیگر فیلیپینی که قربانی انتشار بدون اجازه ویدیویی جنسی با یک پزشک شد.
Tonya Harding – اسکیت‌باز مشهور، همراه همسرش در یک فیلم جنسی ظاهر شد که بعدها توسط Penthouse منتشر شد.
Chelsea Handler – کمدین آمریکایی که ویدیویی با ترکیب استندآپ و صحنه‌های جنسی منتشر شد.
Keeley Hazell – مدل بریتانیایی، فیلم خصوصی‌اش با دوست‌پسرش در اینترنت پخش شد.
Paris Hilton – نوار معروفش با Rick Salomon به نام "1 Night in Paris" در موفقیت رسانه‌ای او نقش کلیدی داشت.
Hoàng Thùy Linh – بازیگر ویتنامی که پس از انتشار فیلم رابطه‌اش با دوست‌پسرش، از برنامه تلویزیونی اخراج شد.
Hulk Hogan – کشتی‌گیر معروف، ویدیویی جنسی‌اش منتشر شد و او در دادگاه 115 میلیون دلار غرامت گرفت.

### I
Nazril Irham (Ariel) – خواننده اندونزیایی که بابت دو ویدیوی جنسی‌اش به 3.5 سال زندان محکوم شد.

### K
Kim Kardashian – سکس تیپش با Ray J در سال 2007 لو رفت و آغازگر شهرت جهانی‌اش شد.
R. Kelly – در ویدیویی دیده شد که با دختری 14 ساله رابطه دارد؛ پس از سال‌ها دادگاه، تبرئه شد.
Jayne Kennedy – بازیگر و گزارشگر ورزشی که نوار جنسی‌اش با همسر سابقش فاش شد.

### L
John Leslie – مجری تلویزیونی بریتانیا که فیلمی با نامزدش و زن دیگری ضبط کرده بود.
Will Levis – بازیکن NFL که فیلمی از رابطه جنسی‌اش در سال 2024 لو رفت.
Nikko London & Mimi Faust – زوجی از برنامه Love & Hip Hop که ویدیوی رابطه‌شان در 2014 پخش شد.
Rob Lowe – در دهه 1980، پس از انتشار نوار جنسی با دو زن جوان، به شهرت بازگشت.
Joakim Lundell – یوتیوبر سوئدی که فیلمی با همسر آینده‌اش در سال 2013 منتشر کرد.
Jenna Lewis – شرکت‌کننده Survivor که فیلم ماه‌عسلش با همسر سابقش لو رفت.

### M
Mindy McCready – خواننده‌ای که ویدیویی جنسی‌اش در سال 2010 توسط Vivid منتشر شد.
Carolyn Murphy – مدل آمریکایی که همسر سابقش سعی داشت فیلم رابطه‌شان را بفروشد.
Meera – بازیگر پاکستانی که ویدیویی با همسرش در 2014 به بیرون درز کرد.
Morad – رپر اسپانیایی که در سال 2025 فیلمی از او و دوست‌دختر سابقش فاش شد.

### N
Nicole Narain & Colin Farrell – ویدیویی 13 دقیقه‌ای از رابطه‌شان در سال 2003 لو رفت.
Vince Neil – خواننده Mötley Crüe که نوار جنسی‌اش با بازیگران پورن در سال 1993 پخش شد.
Nelly – ویدیوی رابطه‌اش به‌طور تصادفی در اینستاگرام پخش شد.
Noelia – خواننده پورتوریکویی که نوار جنسی‌اش در 2007 به اینترنت راه یافت.

### T
Tila Tequila – دو سکس تیپ از او در سال‌های 2011 و 2014 منتشر شد، با حضور در کنار زنان و مردان.
Carrie Prejean – مدل آمریکایی که نوار خصوصی‌اش سرقت و منتشر شد.

### R
Isaiah Rashad – رپر آمریکایی که پس از افشای ویدیویی هم‌جنس‌گرایانه، درباره هویت جنسی‌اش صحبت کرد.

### S
Karissa Shannon – مدل Playboy که چندین نوار جنسی با افراد مختلف منتشر کرد.
Shannon Sharpe – بازیکن سابق NFL که به‌طور تصادفی صدای رابطه‌اش را لایو کرد.
Gene Simmons – ویدیویی از رابطه‌ی جنسی‌اش بدون رضایتش منتشر شد.
Saraya Bevis (Paige) – کشتی‌گیر حرفه‌ای که تصاویر و فیلم‌های جنسی‌اش در 2017 فاش شد.
Scott Stapp – خواننده Creed که در ویدیویی با Kid Rock و گروهی از طرفداران دیده شد.
Courtney Stodden – شرکت‌کننده تلویزیونی که ویدیویی از رابطه‌اش با شوهر مسن‌تر خود منتشر کرد و درآمد آن را به خیریه اختصاص داد.

### V
Verne Troyer – بازیگر، نوار جنسی‌اش با دوست‌دختر سابقش در سال 2008 فاش شد؛ او از رسانه‌ها شکایت کرد.
Vivian Velez – بازیگر فیلیپینی که در دهه 1980 نوار جنسی‌اش با یک سیاستمدار منتشر شد.
Severina Vučković – خواننده کروات که ویدیوی رابطه‌اش در 2004 باعث جنجال گسترده‌ای شد.

### W
Jasmine Waltz – بازیگر که ویدیویی خصوصی‌اش با دوست‌پسرش بدون اطلاعش در اینترنت منتشر شد.
Kendra Wilkinson – مدل Playboy که سعی کرد انتشار فیلم خصوصی‌اش در سال 2010 را متوقف کند اما موفق نشد.